# Joe Swanberg
Joseph "Joe" Swanberg, född 31 augusti 1981 i Detroit i Michigan, är en amerikansk filmregissör, producent, manusförfattare och skådespelare (inom independentfilm), som anses vara en av de största huvudfigurerna inom mumblecorerörelsen. Hans filmer fokuserar oftast på förhållanden, sex, teknologi och filmskapandets process. Han har också samarbetat tillsammans med Greta Gerwig på två av sina mumblecorefilmer, varav en som de har regisserat tillsammans.
Swanberg var från 2007 till 2019 gift med affärskvinnan och filmskaparen Kris Swanberg (född Williams), med vilken han har två barn.

## Filmografi (i urval)

### Film
- 2012 – V/H/S
- 2013 – Drinking Buddies
- 2017 – Win It All
- 2020 – The Rental

### TV
- 2014 – Looking (TV-serie)
- 2016–2017 – Love (TV-serie)
- 2016–2019 – Easy (TV-serie)
- 2019 – Soundtrack (TV-serie)